# Eristhenodes tetrapetra
Eristhenodes tetrapetra är en fjärilsart som beskrevs av Edward Meyrick 1935. Eristhenodes tetrapetra ingår i släktet Eristhenodes och familjen stävmalar. Inga underarter finns listade i Catalogue of Life.